# The Dukes of Hazzard (film)
The Dukes of Hazzard er en amerikansk komediefilm fra 2005 instrueret af Jay Chandrasekhar og løst baseret på tv-serien af samme navn fra 1979-1985. Filmen handler om  Bo, Luke, Daisy's eventyr og deres onkel Jesse i deres forsøg på at overliste politichefen i Hazzard County, Boss Hogg, og sherif Rosco P. Coltrane. Den blev fulgt op af en prequel med navnet The Dukes of Hazzard: The Beginning som blev udgivet til tv og på DVD i marts 2007.

## I biograferne
Filmen kom på førstepladsen over billettindtægter i åbningsweekenden med en fortjeneste på $30,7 millioner og med en visning på til sammen 3.785 lærreder, selv om den fik dårlige anmeldelser af de fleste professionelle filmkritikere. 
I januar 2006 blev filmen nomineret til flere Golden Raspberry Awards til den 26. Razzie-uddeling.
Det var mange dristige scener som ikke blev vist i biografen, men lagt ud på DVD.

## Musik
Filmens lydspor indeholder blandt andet Jessica Simpsons coverversion af Nancy Sinatras klassiker «These Boots Are Made For Walkin'». Sangen blev et hit i USA, og kom op på 14. plads på Billboard Hot 100-listen. Den provokerende musikvideo inkluderer Willie Nelson.

## Medvirkende
| Skuespiller         | Rolle                       |
| ------------------- | --------------------------- |
| Johnny Knoxville    | «Luke Duke»                 |
| Seann William Scott | «Bo Duke»                   |
| Jessica Simpson     | «Daisy Duke»                |
| Burt Reynolds       | «Boss Hogg»                 |
| Willie Nelson       | «Onkel Jesse»               |
| David Koechner      | «Cooter Davenport»          |
| M.C. Gainey         | «Sheriff Rosco P. Coltrane» |
| Michael Weston      | «Sheriff Enos Strate»       |
| Lynda Carter        | «Pauline»                   |
| Henry Jaderlund     | «Wayne»                     |
| Kevin Heffernan     | «Sheev»                     |